# Zacramento
Zacramento (né le 13 mai 2005), est un cheval hongre de robe baie appartenant au stud-book du Selle suédois. Monté en saut d'obstacles par Douglas Lindelöw, dont il est le cheval de tête, il appartient à Tove Håkansson. Il décroche la médaille d'argent par équipes aux Championnats d'Europe de dressage et de saut d'obstacles 2017. Il est confié à Peder Fredricson en janvier 2019.

## Histoire
Il naît le 13 mai 2005 à l'élevage de Björn Mattisson, en Suède.
En 2018, des tensions éclatent entre la propriétaire et le cavalier, cette dernière refusant que Zacramento participe aux Jeux équestres mondiaux de 2018 à Tryon en septembre, jugeant le voyage trop fatigant. En octobre 2018, il remporte le CSI5 d'Oslo de la coupe du monde de saut d'obstacles,. En janvier 2019, Tove Håkansson récupère le cheval dans ses écuries, mettant fin à sa collaboration avec Douglas Lindelöw,. Zacramento est confié à Peder Fredricson parmi les 30 cavaliers qui ont postulé, Tove Håkansson justifiant ce choix par le très bon classement de ce cavalier en épreuves internationales.

## Description

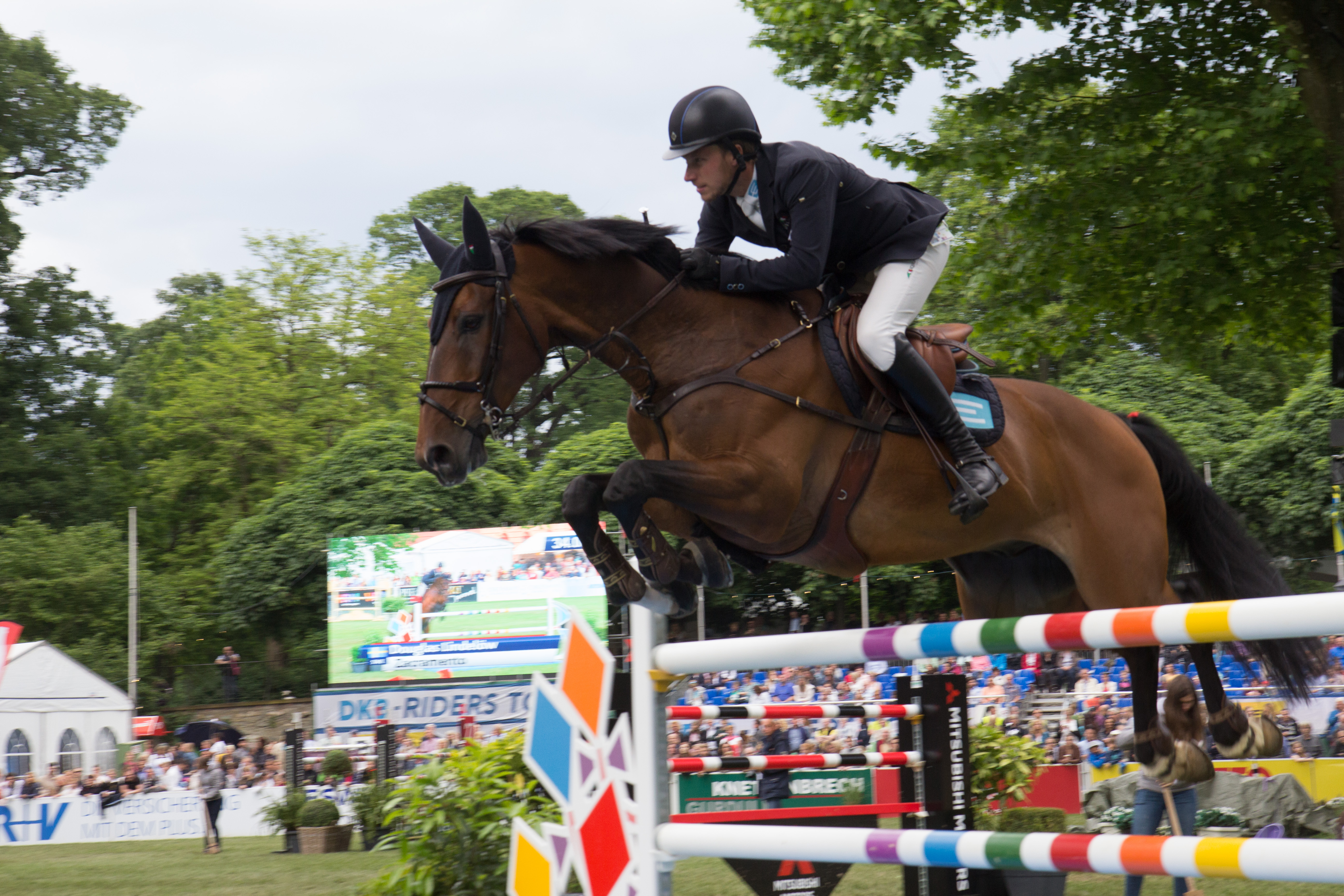
Douglas Lindelöw et Zacramento au CSI 4* Springprüfung.

Lindelöw estime que Zacramento est meilleur en compétition en extérieur qu'en intérieur. Il le décrit comme ayant une personnalité fantastique, et tentant toujours de faire de son mieux. Zacramento possède une très grande amplitude, mais il peut être un peu lent sur les barrages.

## Palmarès
- 2018 : 11e individuel à la finale de la Coupe du monde de saut d'obstacles à Paris[2]
- 2017 : médaille d'argent par équipes aux Championnats d'Europe de dressage et de saut d'obstacles 2017 à Göteborg[2]

## Pedigree
Zacramento est un fils de l'étalon Holsteiner Cardento, sa mère étant une jument nommée Madame Butterfly, par le Holsteiner Cortus.